# 住吉一家
住吉一家（すみよしいっか）は、東京に本拠を置く日本の博徒系暴力団で、指定暴力団・住吉会の二次団体。

## 歴史
1846年2月22日（弘化3年1月28日）に伊東与兵衛の長男として生まれた住吉町の爺さんこと伊東松五郎を初代とする。1892年（明治25年）に起きた事件で交際を始めた伊藤痴遊によると、「住吉町の爺さん、即ち伊東松五郎」は「背は低かったが、でっぷりと肥って、色の白い、どことなく、品格のある爺さん」であったとしている。
住吉一家二代目を中里一家の出身で「今大前田」と呼ばれた倉持直吉（本名：荏田村秀）が継承。倉持は若いときに人を殺し、当時の時効が十年のところ、９年９ヶ月程、捕まらなかった。これは周りの信用があったからだと裁判長が発言し、３年の刑を宣告したとされる。
住吉一家の客分で、洲崎の武部申策をオヤジと呼んだ芝浦の高木康太の代貸であった阿部重作が1948年に住吉一家三代目を継承した。阿部は松葉会の藤田卯一郎、生井一家丸文総長の篠原鶴吉、幸平一家九代目総長の本橋政夫、さらに不良の神様といわれた益戸克己を舎弟とした。
1962年、上萬一家貸元であった磧上義光が住吉一家四代目を継承。
1967年、四代目中里一家総長・堀 政夫が住吉一家五代目を継承。 住吉連合代表住吉一家五代目総長・堀は1982年、「住吉連合」から『住吉連合会』に改編して住吉連合会会長に就任。 1988年に住吉連合会総裁に昇格するが、1990年10月に病死した。
1991年2月、住吉一家向後二代目・西口茂男が住吉一家六代目を継承し、「住吉連合会」を『住吉会』に改称して住吉会会長に就任。 1998年6月、西口が住吉会総裁に昇格。
2005年4月17日、住吉会会長・福田晴瞭が住吉一家七代目を継承。
2014年4月、福田晴瞭が住吉会会長職を退任して住吉一家共和六代目・関功が住吉会会長に就くと、これまで「住吉一家○○」としてきた傘下組織の名称から「住吉一家」を外して旧来の家名とすることが決定された。

## 歴代総長
- 初代：伊東松五郎
- 二代目：倉持直吉
- 三代目（1948年～1962年）：阿部重作
- 四代目（1962年～1967年）：磧上義光（旧住吉会会長）
- 五代目（1967年～1990年）：堀 政夫（住吉連合会総裁、中里一家四代目）
- 六代目（1991年～2005年）：西口茂男（住吉会総裁、住吉一家向後二代目）
- 七代目（2005年～）：福田晴瞭（住吉会会長、住吉一家小林会二代目会長）

## 下部にあった団体
- 青田会 - 千葉市川市
  - 稲毛三代目・佐々木政治
  - 井之内五代目 ・幸地吉郎
  - 大和田田久保五代目・中村武志
  - 鶴岡組
  - 関東長者町会・会長秋山正一
  - 斎藤組・斎藤廣
  - 野田四代目・篠崎謙一
  - 府中初代・長久保征夫
- 浅草髙橋組五代目 ・菊池紘一
- 飯倉睦・粉川彰
- 石井会・石井福造
  - 大嶋組
  - 川村組
  - 柳田組 　
  - 佐々木組
  - 田中興業
  - 千葉睦
  - 野間組
  - 廣瀬組
  - 前田組
  - 水田組
  - 森沢組
  - 湯浅組
  - 渡辺組
- 伊勢野会・濱野信春
  - 八潮総興
  - 村田組
  - 安富組二代目
- 稲葉興業会二代目会長・小玉政光
- 奥州小島二代目・中野勉
- 奥州山形初代・中川成城
- 大前田八代目・高橋八州男
  - 入沢組
  - 長沢組
  - 藤生組
  - 丸田組
- 荻窪初代・村田吉弘
  - 中島組
  - 河本興業
  - 石組
  - 柳川組
  - 吉田興業
- 音羽七代目・松坂浩三
- 共和六代目・関功
  - 和泉会
  - 小柳会
  - 櫻井組
  - 功和総業
  - 笹川七代目・内田洋康
  - 佐原総業
  - 大栄興業
  - 東金総業
  - 成田興業
  - 成東古川組
  - 濱中四代目
  - 東町吉野組
  - 光町池田組
  - 日暮里総業
  - 松尾竹村組
  - 神田総業
  - 共和会
  - 大多和総業
  - 堀越四代目
  - 藤総会
  - 功栄興業
  - 南千住三代目
  - 宮崎興業
- 京王会会長・児島秀樹
  - 調布五代目
  - 永野組
  - 遠藤組
- 向後睦会会長・加藤孝次郎
  - 敬愛会
  - 道愛会
  - 向後睦会北海道
  - 加藤組
  - 津波組
  - 山田組
  - 島野組
  - 神田
  - 向誠会　
  - 新宿東　　
  - 毛塚組
  - 岸川総業　
  - 土井組
  - 坂本組
  - 武承興業　
  - 鈴木組
  - 高橋組
  - 藤森組
  - 小野組　　
  - 渡邊組
  - 三浦組　　
  - 大澤組　　
  - 具足組
  - 麻布事務所
  - 能代
  - 柳組
- 小林会三代目会長・小林忠紘
  - 奥州会
  - 斎藤組
  - 直井組
- 西海家七代目・守屋長清
  - 阿部喜会三代目・米沢実
  - 早坂会四代目会長・梅村昌孝
  - 藤川会三代目会長・三浦登志和
  - 吉田会五代目会長・菅原英雄
  - 武田会五代目会長・土谷富男
- 三角八代目・針谷和明
- 三心会五代目会長・高橋房一
- 四軒会会長・四軒寺九代目・佐伯茂雄
- 島田睦会長・島田國央
  - 立川中央興行
  - 星野組
  - 東組
  - 香山組
- 十条領家初代・太田健眞
  - 藤井組
  - 児玉総業
  - 橋達興業
  - 川崎組
- 十二社二代目・上崎将貴
  - 嶋津組
- 親和会会長・小松澤英雄
  - 矢畑五代目・川邉泰介
  - 泉八代目・渡辺幸雄
  - 稲葉七代目・石上倫久
  - 大島九代目・滝田勝三
  - 勘助十二代目・加山守宏
  - 下馬木七代目・阿久津勇夫
  - 光京家三代目・野澤文男
  - 駒生四代目・増渕伯道
  - 須永十二代目・桑子利雄
  - 武士八代目・山野井保夫
  - 田野八代目・[[]]
  - 栃木二代目・小松澤英雄
  - 羽黒五代目・洗亨
  - 山越八代目・稲葉和三
  - 大和屋六代目・大塚勝
- 青心会初代 ・杉野良一
- 西和会二代目会長・髙橋勝郎
  - 川崎・神山日出夫
  - 西方四代目・佐藤誠心
  - 阿部組 四代目組長・高橋勝郎
  - 錦戸六代目・渡邊詔八
- 関睦会初代会長・関實
  - 芝浦興行
  - 川島組
- 大日本興行三代目会長・伊藤嘉彦
  - 神明大場二代目・松本啓　
  - 伊藤組・伊藤僑　
  - 奥州生田二代目・小野寺徹
  - 山川二代目・岸勉
- 滝野川八代目・栗原忠男
  - 堀越睦
  - 栗原組
  - 小針組
  - 大塚橋本組
  - 南大塚南秀会
  - 井上組
- 田中同人会三代目会長・野上義雄
  - 山村総業
  - 渡辺組
- 千葉東二代目・栗田敦夫
- 鶴川五代目・関口弘
- 中里六代目・永井實
  - 石下六代目
  - 石塚組
  - 中居指六代目
  - 黒浜七代目
- 中原会三代目・永田清光
- 西村会二代目会長・南郷國光
- 沼澤会会長・沼澤春男
- 野口会会長・野口松男
- 花田会二代目会長・山城功
  - 久下田
  - 神崎組
- 日野七代目・高沢哲夫
- 平塚七代目・西谷茂
- 平塚川越六代目・時田康雄
- 広川会三代目・清水政男
  - 清水組
- 廣瀬七代目・杉沼 登
- 深川江島五代目・小倉正治
- 福中総業会長・福中久雄
- 武州前川十代目・ 山口 徹
  - 金田会
  - 嵐興業
- 鼈甲家六代目会長・小林雄二郎
- 牧友睦四代目会長・関秀夫
- 馬橋七代目・柴崎靖忠
  - 柏靖会
  - 小島組
  - 木島組
  - 稲垣組
  - 木村組
  - 大原組
  - 飯高組
  - 久保田組
- 丸唐会五代目会長・井田勝基
  - 小名五代目・大内秀次
  - 神谷四代目
  - 國分組
  - 小柳六代目
  - 平五代目
  - 中島二代目
  - 大里湊会菊池馨
- 武蔵屋十代目・松広昭平
  - 大川興業
  - 柿沼興業
  - 小千鳥組
  - 大橋組
  - 小山組
  - 神津組
  - 宮崎組
  - 原組
  - 臼井組
  - 渡辺興業
  - 桜井組
  - 佐々木組
  - 冬木組
- 村田会二代目会長・末次久泰
- 家根弥九代目・大野吉英
- 山ヶ井戸十代目・井野輝美
- 勇心会会長・後藤他津男
- 領家七代目・高瀬輝明